# Pimentel
Pimentel là một đô thị ở tỉnh Sud Sardegna, vùng Sardegna của Ý, có vị trí cách khoảng 30 km về phía bắc của Cagliari. Đến thời điểm ngày 31 tháng 12 năm 2004, đô thị này có dân số 1.200 và diện tích là 15 km².
Pimentel giáp các đô thị: Barrali, Guasila, Ortacesus, Samatzai.